# ピュージェット・サウンド (駆逐艦母艦)
| USS Puget Sound (AD-38) |                                                    |
| 艦歴                    |                                                    |
| 発注                    | 1964年12月29日                                     |
| 起工                    | 1965年2月15日                                      |
| 進水                    | 1966年9月16日                                      |
| 就役                    | 1968年4月27日                                      |
| 退役                    | 1996年1月27日                                      |
| その後                  | 2008年4月に解体                                    |
| 性能諸元                |                                                    |
| 排水量                  | 軽荷：13,458トン 満載：20,132トン                  |
| 全長                    | 643 ft 1 in (196.0 m)                              |
| 全幅                    | 85 ft (26 m)                                       |
| 吃水                    | 35 ft (11 m)                                       |
| 機関                    | 2缶、蒸気タービン、1軸推進、20,000 shp (14,914 kW) |
| 最大速                  | 20ノット (37 km/h; 23 mph)                         |
| 乗員                    | 士官106名、兵員1,314名                             |
| 兵装                    | 38口径5インチ砲1門（1979年に撤去）                 |
| 搭載機                  | SH-3ヘリコプター1機                                |
| モットー                | Standard For Excellence                            |

ピュージェット・サウンド (USS Puget Sound, AD-38) は、アメリカ海軍の駆逐艦母艦。サミュエル・ゴンパーズ級駆逐艦母艦の2番艦。艦名はワシントン州のピュージェット湾に因む。その名を持つ艦としては2隻目。

## 艦歴
ピュージェット・サウンドは1965年2月15日にワシントン州ブレマートンのピュージェット・サウンド海軍造船所で起工した。1966年9月16日に進水し、1968年4月27日に就役する。
就役後はベトナム戦争、レバノン危機、湾岸戦争といった紛争に参加した。その母港はロードアイランド州ニューポート、イタリアのガエータ、バージニア州ノーフォークと変遷した。第6艦隊所属時は旗艦としての役割を果たした。
駆逐艦母艦として海軍艦艇の整備を行い、補給任務や医療業務も行った。
およそ29年間の現役後、1996年1月27日に退役しペンシルベニア州フィラデルフィアの Naval Inactive Ship Maintenance Facility (NISMF) に保管されていたが、2008年4月にテキサス州ブラウンズビルの ESCO マリーン社に売却され解体された。解体作業は2009年2月に完了した。